# DEFCON

DEFCON

DEFCON (абревіатура, англ. DEFense readiness CONdition — готовність оборони) — шкала готовності збройних сил Сполучених Штатів Америки. Вона показує прогресію положень для взаємодією між об'єднаним комітетом начальників штабів та командирів об'єднаних команд. Коди шкали відповідають загостреності воєнного стану. Стандартний протокол у мирний час — DEFCON 5, який зменшується з напруженням та посиленням воєнного стану. DEFCON 1 відповідає очікуванню негайної повномасштабної атаки і ніколи ще не оголошувався. Під час холодної війни особливо побоювалися оголошення рівня 1, тому що це найімовірніше означало б початок всеосяжної ядерної війни.
У разі національного надзвичайного стану існує сім положень — шкала LERTCON (aLERT CONdition): 5 станів DEFCON, і два EMERGCON. EMERGCON (EMERGency CONdition — надзвичайний стан) оголошуються у двох випадках:
- Defense Emergency (Загальна загроза): великомасштабний ворожий напад на Сполучені Штати, і/або союзників за морем, і/або відкриті дії проти Сполучених Штатів. Цей стан має бути підтверджений об'єднаним командуванням або вищим керівництвом.
- Air Defense Emergency (Повітряна загроза): Великомасштабна ворожа атака авіацією або ракетами яка можлива, або неминуча, або відбувається на території Сполучених Штатів, Канади або Гренландії. Цей стан оголошується командуванням повітряно-космічної оборони Північної Америки (NORAD).

## Рівні

Найвищий рівень DEFCON із усіх, що, як відомо, були використані

- DEFCON 5 — звичайна військова готовність, відповідна мирному часу.
- DEFCON 4 — схожий з п'ятим рівнем, проте підвищується активність розвідувальних служб. Майже всю холодну війну США провели на цьому рівні.
- DEFCON 3 — рівень підвищеної бойової готовності. Усі військові підрозділи змінюють свої радіопозивні згідно з секретними документами. «Трійка» загорілася 11 вересня 2001 після теракту.
- DEFCON 2 — цей рівень передує максимальній бойовій готовності. Достовірно відомий лише один випадок оголошення цього рівня — під час Карибської кризи (тільки для Стратегічного авіаційного командування — збройні сили в цілому залишалися на рівні DEFCON 3).
- DEFCON 1 — максимальна боєготовність. Має на увазі те, що США знаходиться напередодні великомасштабного військового конфлікту з можливим використанням зброї масового ураження. На даний рівень готовності війська США ніколи не переводилися, лише тільки в листопаді 1983 року, в рамках проведення десятиденних командних навчань НАТО «Досвідчений стрілець» у Західній Європі, була відпрацьована навчальна тривога, відповідна даному рівню.

## Історія
У листопаді 1959 року об'єднаний комітет начальників штабів запровадив DEFCON систему так, щоб для різних військових угруповань існував єдиний рівень боєготовності. До запровадження системи військові підрозділи могли перебувати на різних рівнях бойової готовності.

### Холодна війна
Найвищий рівень DEFCON який коли-небудь був введений - DEFCON 2.
Під час "Карибської кризи" 22 жовтня 1962, збройні сили США отримали наказ DEFCON 3.
23 жовтня Стратегічному Авіаційному Командуванню (САК) надійшов наказ DEFCON 2, в той час як інша частина збройних сил США залишилася на DEFCON 3. SAC залишалось на DEFCON 2 до 15 листопада.
Протягом більшої частини Холодної Війни, міжконтинентальні балістичні ракети були на DEFCON 4, а не 5.

### Війни Судного дня

Рівень DEFCON буде таким, якщо ядерна війна видаватиметься неминучою

Збройні сили США були технічно на рівні DEFCON 3 в 1973 році, під час війни Судного дня.

### Теракти 11 вересня 2001 року
Втретє в Сполучених Штатах досягнуто рівня DEFCON 3 під час терактів 11 вересня 2001 року. Міністр оборони Дональд Рамсфельд розпорядився підвищити рівень DEFCON.

### Операції
Рівень DEFCON контролюється в першу чергу президентом і міністром оборони, через голову Об'єднаного комітету начальників штабів і командирів, і кожен рівень DEFCON визначає конкретні заходи безпеки і сценарії реагування для військ.
Різні види збройних сил США (наприклад, армія, флот, ВПС) і різні бази або групи команд можуть бути активовані при різних умовах оборони.